# DPÚK

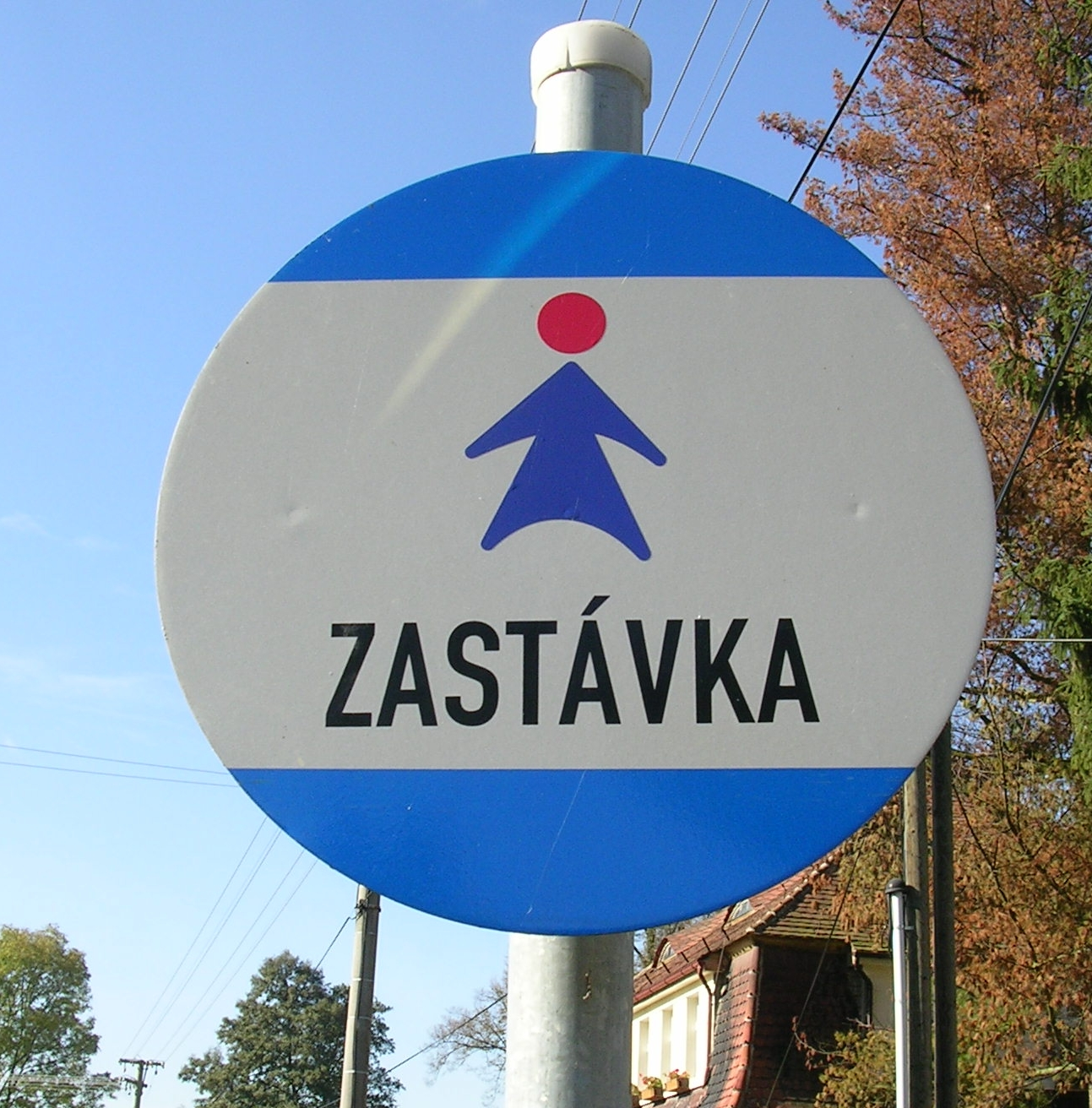
Označení zastávky s logem společnosti

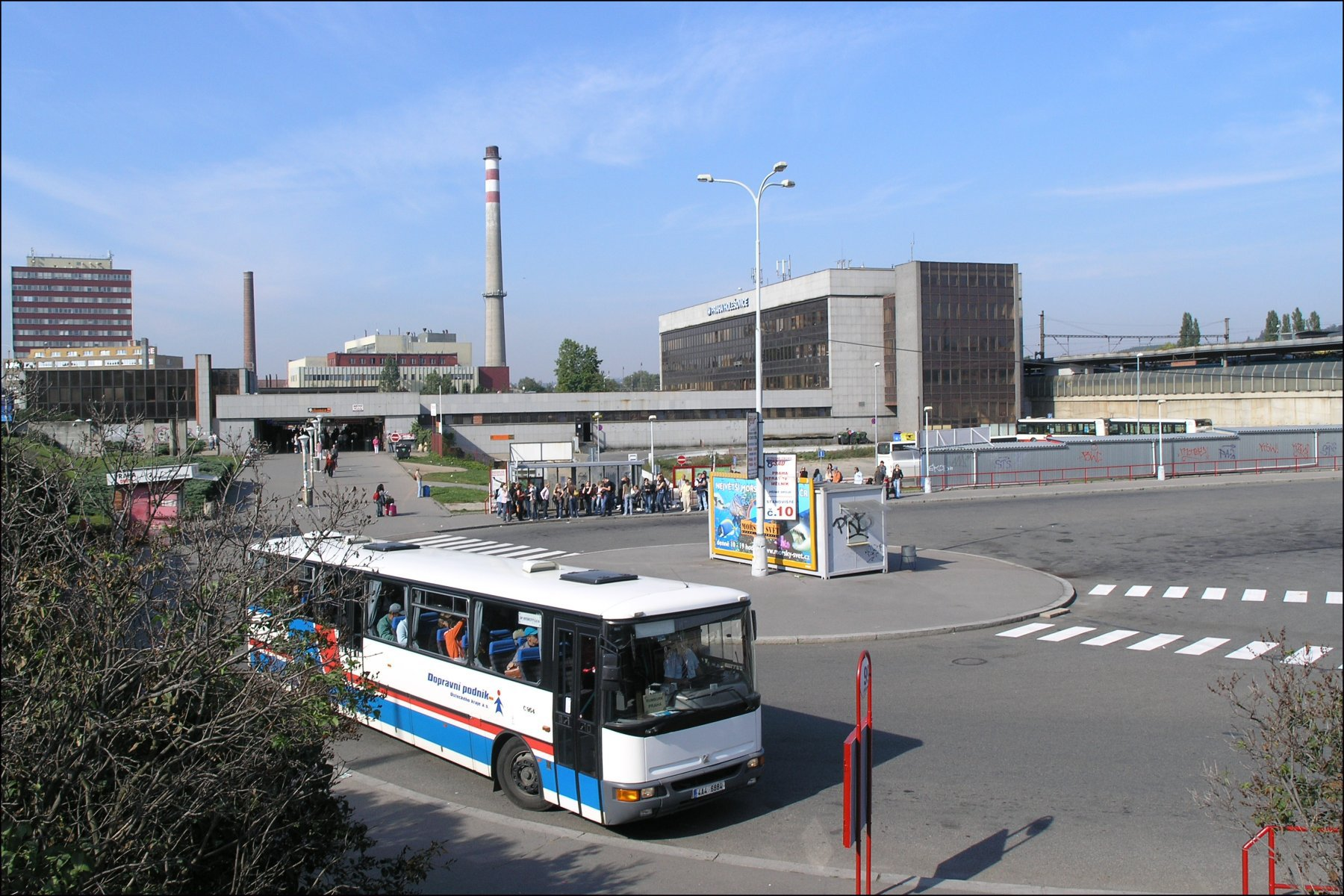
Autobus Dopravního podniku Ústeckého kraje v Praze-Holešovicích

DPÚK a.s. (do 31. prosince 2008 Dopravní podnik Ústeckého kraje a.s.) je dopravní společnost, která do roku 2006 provozovala převážnou část autobusové dopravy v Ústeckém kraji. Po ztrátě zakázek od Ústeckého kraje provozovala kolem deseti linek dálkové (mezikrajské) komerční linkové dopravy a MHD v Lounech a Žatci. K 1. únoru 2014 převedla svoje komerční linky na dceřinou společnost DP CITY s.r.o. V roce 2021 provozuje společnost pouze dvě linky na MHD Žatec. Ostatní linky byly zrušeny, nebo převedeny pod ČSAD Česká Lípa (linka Řípská pouť či Louny-Praha).[zdroj?]
Firma byla zapsána do Obchodního rejstříku 26. listopadu 2004. Vznikla rozdělením společnosti ČSAD BUS Ústí nad Labem a.s. (IČ 48268071) podle Projektu rozdělení z 29. dubna 2004. Dalšími společnostmi vzniklými rozdělením byly ČSAD Česká Lípa a.s. a BUS.COM a.s. Rozdělení souviselo i s tím, že okres Česká Lípa, patřící původně spolu s Ústím nad Labem do Severočeského kraje, se stal součástí jiného kraje, Libereckého. Dopravní podnik Ústeckého kraje a ČSAD autobusy Plzeň byly jediné z následnických firem vzniklých z původních krajských státních podniků ČSAD, které si zachovaly dominantní celokrajský význam a jejichž předchůdci nebyli rozděleni do státních podniků okresního významu.[zdroj?]
Všechny tři firmy vzniklé rozdělením měly uvedeno stejné sídlo  v Praze 5, v ulici Lumiérů (původně č. 1024/34a, od 26. července 2006 č. 181/41). Ředitelství společnosti sídlí v Ústí nad Labem v ulici Sociální péče, v místě sídla předchůdců firmy.[zdroj?]
7. listopadu 2005 byly zapsány dvě dceřiné společnosti, DP CITY s.r.o. (nejsou informace o tom, že by provozovala nějaké linky) a DP INTERCITY s.r.o., na kterou od 1. 5. 2006 začaly být převáděny dálkové linky DP Ústeckého kraje. K 1. 3. 2009 byly rozhodnutím vlastníka obě tyto společnosti zrušeny s likvidací. Jediný společník při výkonu působnosti valné hromady dne 27. června 2013 rozhodl o zrušení (revokaci) rozhodnutí o zrušení společnosti DP CITY s.r.o. s likvidací ke dni 1. března 2009 a společnost tak obnovil. K 1. únoru 2014 byly komerční autobusové linky DPÚK převedeny na dceřinou společnost DP CITY s.r.o.[zdroj?]
DPÚK měl v roce 2006 kolem 600 zaměstnanců. Začátkem roku 2006 provozoval 227 linek a 389 autobusů. Denně přepravil kolem 60 000 cestujících. Na začátku srpna 2006 čtyřdenním přerušením provozu vyvrcholil spor s krajem o výši dotací, kvůli němuž na konci ledna 2006 kraj dopravci vypověděl smlouvu. 24. srpna 2006 ředitel DPÚK oznámil, že 8. září 2006 společnost končí s autobusovou dopravou v regionu kvůli tomu, že kraj poškodil jeho práva. Již počátkem srpna převedla společnost většinu ze svých 400 řidičů na nového dopravce ČSAD Česká Lípa.[zdroj?]
Ředitelem DPÚK byl do 8. září 2006 MVDr. Pavel Knecht.[zdroj?]

## Autobusová doprava

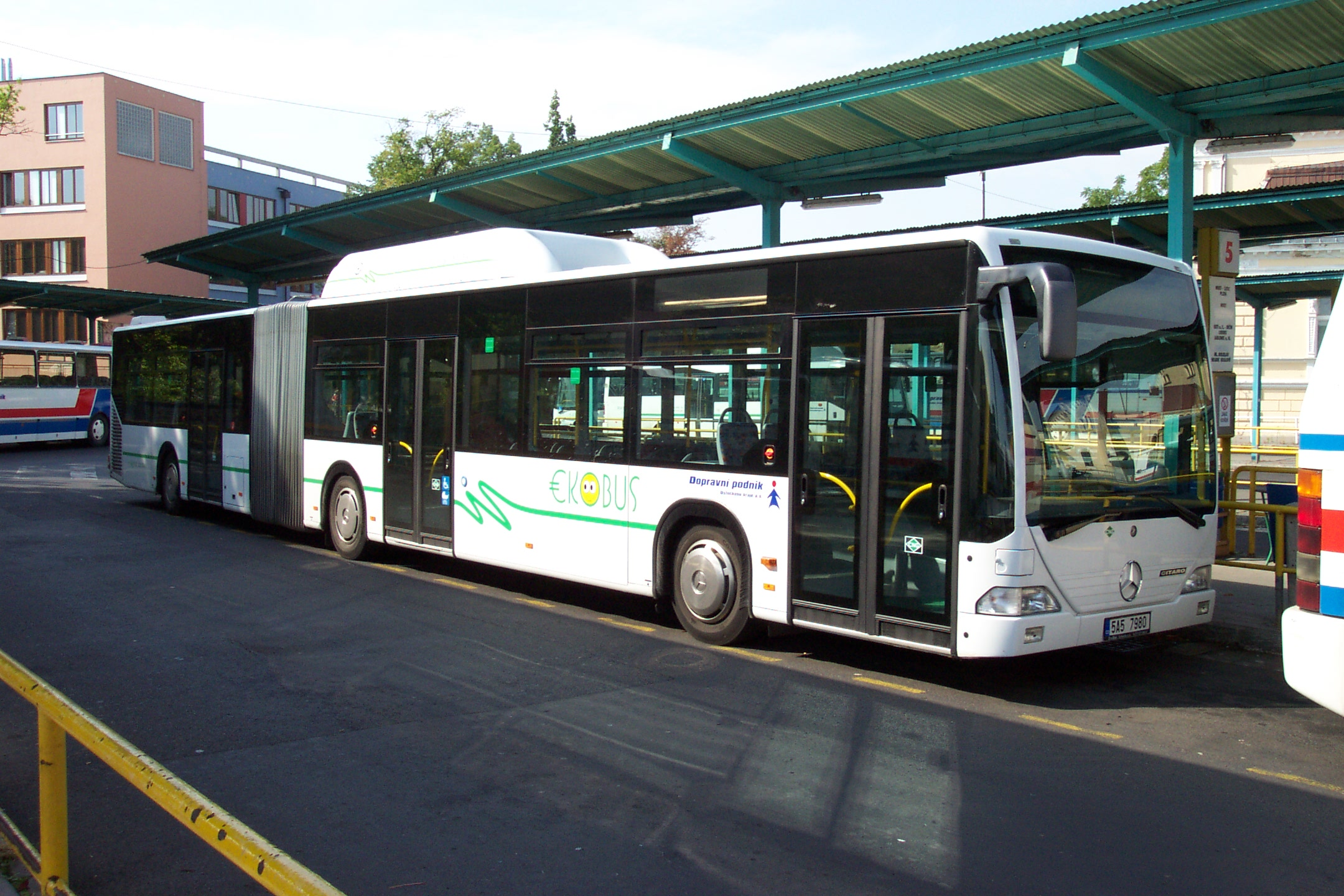
Kloubový autobus společnosti DPÚK v Teplicích

Společnost zajišťovala do roku 2006 základní dopravní obslužnost na většině území Ústeckého kraje (přibližně 80 % dopravních výkonů).[zdroj?]
Městskou autobusovou dopravu zajišťuje ve městech Louny a Žatec (dvě linky v každém z obou měst).[zdroj?]
Dceřiná společnost DP INTERCITY s.r.o. převzala 1. května 2006 po DPÚK provozování tří linek a od 1. srpna 2006 provozování dalších šesti dálkových linek. Později byly linky převedeny zpět na DPÚK.[zdroj?]
Pro rok 2010 uspěl DPÚK v poptávce pražské zoologické zahrady na provozování zoobusu, speciální sezonní linky od stanice metra Nádraží Holešovice k zoologické zahradě, a získal smlouvu na jednu sezónu. V předchozích letech tuto linku provozoval Dopravní podnik hl. m. Prahy. DPÚK zavedl symbolické jednokorunové jízdné, v předchozích letech byla doprava zdarma. Od března do září 2012 byla linka v provozu opět, již třetí sezónu. Licenční číslo linky bylo 103125,  ve vývěsných zastávkových jízdních řádech a na vozidlech však nebylo uvedeno. V roce 2013 již linka nebyla provozována.
V létě 2013 obsahoval Celostátní informační systém o jízdních řádech tyto linky DPÚK:
- 520001 Kadaň–Podbořany–Praha (1 pár nedělních spojů)
- 520500 Kadaň – Ostrov – Karlovy Vary (1 pár spojů v pracovní dny)
- 520510 Chomutov–Kadaň (jeden jednosměrný spoj v pracovní dny mimo prázdniny)
- 560010 Louny–Praha (6 párů spojů v pracovní den a 1 pár spojů v neděli)
- 570040 Litvínov–Most–Louny–Praha (cca 6 párů spojů v pracovní dny a kolem 4 párů spojů ve volných dnech; v některých úsecích v Ústeckém kraji je na některých spojích vyloučena místní přeprava)
- 570914 Litvínov–Bílina–Louny–Praha (1 pár nedělních spojů a páteční spoj směrem z Prahy)
- 580911 Teplice–Lovosice–Praha (3 páry spojů v pracovní dny plus jeden páteční pár, 2 páry v sobotu, 3 páry v neděli)
- 580530 Duchcov – Osek – Dlouhá Louka (cyklobus) (sobotní a nedělní pár spojů od června do září)
- 550760 Roudnice nad Labem – Rovné (Země zaslíbená 18. 5. 2013) (8 párů spojů pouze v sobotu 18. května 2013)
- 565001, 565002 Městská doprava Louny
- 566001, 566002 Městská autobusová doprava Žatec

Dále jsou v CIS JŘ obsaženy jízdní řády tří fiktivních linek:
- 520581 Kadaň – Klášterec n. Ohří – Boží Dar (pouze symbolický spoj jeden den v roce jednosměrně mezi dvěma sousedními zastávkami v Kadani, přičemž na první zastávce je zakázán nástup, tedy zcela nepoužitelný)
- 560400 Žatec–Praha (pouze symbolický spoj jeden den v roce jednosměrně mezi dvěma sousedními zastávkami v Lounech, přičemž na první zastávce je zakázán nástup, tedy zcela nepoužitelný)
- 590907 Ústí nad Labem – Litoměřice – Praha (pouze symbolický spoj jeden den v roce jednosměrně z Lovosic do Prahy, přičemž staví pouze ve dvou zastávkách a na první zastávce je zakázán nástup, tedy zcela nepoužitelný)

## Integrovaný odbavovací systém
Dopravní podnik Ústeckého kraje zavedl na svých linkách tzv. integrovaný odbavovací systém, spočívající v možnosti použít bezkontaktních platebních čipových karet. K zapojení do systému vyzval i ostatní dopravce v kraji, zatím[kdy?] se zapojil Dopravní podnik Teplice, jednalo se i s Českými drahami.[zdroj?]

## Vozový park
Na linkách firma používá autobusy SOR upravené na pohon zemním plynem s obchodní značkou Ekobus. Ekobus je sesterská firma DPÚK a její zisk je de facto ziskem vlastníků DPÚK, který nákup autobusů vykazuje jako neziskovou činnost.[zdroj?]

## Spor o název firmy
Ústecký kraj opakovaně vyjadřoval nesouhlas s názvem Dopravního podniku Ústeckého kraje (např. v tiskové zprávě Ústeckého kraje ze dne 16. 5. 2006), protože podle něj vyvolává mylný dojem, že je Ústeckým krajem vlastněn nebo zřízen. DPÚK tvrdil, že název věrně a pravdivě vyjadřuje činnost firmy a region jejího působení a že zápis byl povolen rozhodnutím příslušného soudu a je v souladu i se Zákonem o ochraně označení původu a zeměpisných označení (452/2001 Sb.), přičemž samosprávný celek Ústecký kraj nemá výhradní právo k užívání zeměpisného označení.[zdroj?]
Vrchní soud v Praze v únoru 2008 potvrdil rozhodnutí Městského soudu v Praze, který na základě žaloby Ústeckého kraje rozhodl, že Dopravní podnik Ústeckého kraje nesmí používat slovní spojení „Ústecký kraj“ v jakékoliv gramatické formě. Jeho užívání je podle navrhovatele a soudů klamavé, neboť název vyvolává pocit, že je kraj zakladatel či vlastník společnosti, ačkoli tomu tak není a firma v době verdiktu neměla ani uzavřenou smlouvu o veřejné linkové dopravě na Ústecku, přičemž klamavost označení je umocněna slovem „podnik“. DPÚK podal k Nejvyššímu soudu dovolání, v němž popíral právo veřejnoprávní korporace na ochranu jejího názvu jako obchodní firmy, a návrh kraje označil za šikanózní výkon práva v důsledku předchozích sporů.
K 31. prosinci 2008 byla do obchodního rejstříku zapsána změna názvu z Dopravní podnik Ústeckého kraje a.s. na DPÚK a.s.
V únoru 2011 Nejvyšší soud rozhodnutí vrchního soudu potvrdil s tím, že užití názvu kraje pro podnikatelské účely je neoprávněným zásahem do oprávněných zájmů kraje, neboť takové označení kraje navozuje pro třetí osoby jistou souvislost s právnickou osobou Ústecký kraj.
K 1. únoru 2014 převedl dopravce DPÚK své komerční autobusové linky na znovuoživenou dceřinou společnost DP CITY s.r.o.

## Krize a přerušení provozu v roce 2006

### Spor o dotace
Již v březnu 2005 Dopravní podnik Ústeckého kraje zveřejňoval v denním tisku inzeráty, v nichž kritizoval některá rozhodnutí a činy představitelů a orgánů kraje.[zdroj?]
DPÚK zastával názor, že rozsah autobusové dopravy, kterou je kraj ze zákona povinen hradit, je určen veřejným zájmem obyvatel, nikoliv politickým rozhodnutím orgánů kraje či dopravce, a že kraj již v předchozích letech nehradil prokazatelnou ztrátu v plné výši podle zákonného nároku. Kraj dopravci vytýkal, že požaduje úhradu prokazatelné ztráty i za spoje a linky, které kraj neobjednal, tedy některé z těch, které do předchozího roku hradily obce.[zdroj?]
Kraj pro rok 2006 určil dotaci pro DPÚK 180 milionů Kč, stejně jako pro rok 2005. DPÚK požadoval na rok 2006 úhradu prokazatelné ztráty ve výši 315 milionů Kč a tvrdil, že rozpočet určený krajem není v souladu se zákonnými povinnostmi kraje.[zdroj?]
Dopravní podnik po kraji požadoval 251 milionů korun jako úhradu ztráty z provozování veřejné dopravy v období leden 2003 až prosinec 2005. Mluvčí Marek Ženkl uvedl, že Dopravní podnik vědomě účtoval menší částky, než na jaké měl ze zákona nárok. Hejtman Jiří Šulc nazval tento postup vydíráním.[zdroj?]
Představitelé Asociace krajů České republiky v tiskovém prohlášení ze 4. srpna 2006 konstatovali, že státem určená pravidla pro financování veřejné dopravy mohou vést k nepřijatelnému nátlaku na samosprávné orgány a v konečném důsledku mohou poškodit cestující. Precedent Dopravního podniku Ústeckého kraje označili za „varovný signál, který by měl vést ke změně těchto pravidel a k co největší podpoře zdravého tržního prostředí v oblasti dopravy“.[zdroj?]

### Výpověď smlouvy
Ústecký kraj vypověděl 31. ledna 2006 Dopravnímu podniku Ústeckého kraje bez oficiálního udání důvodu Smlouvu o závazku veřejné služby pro zajištění základní dopravní obslužnosti Ústeckého kraje veřejnou linkovou dopravou, uzavřenou dne 30. 12. 2003. Zároveň tvrdil, že dopravce je povinen na ztrátových linkách nadále provozovat dopravu až do konce platnosti licencí, tedy do roku 2010 nebo 2011. Vzhledem k tomu, že pro běh výpovědní lhůty je rozhodující doručení výpovědi, nikoliv její odeslání, kraj trval na tom, že tříměsíční výpovědní lhůta uplynula s koncem dubna, zatímco dopravce tvrdil, že s koncem května (na webu BUSportál se objevila dokonce informace, že až s koncem června 2006). Po domnělém uplynutí výpovědní lhůty přestal kraj dopravu hradit zcela.[zdroj?]
Ve sděleních pro média kraj uvedl jako důvod svého postupu nepřiměřené finanční požadavky dopravce. Podle hejtmana a mluvčího Ústeckého kraje jsou finanční požadavky DPÚK výrazně vyšší než obvyklé ceny jiných dopravců. Kraj a sdělovací prostředky oznámily, že dopravce účtuje náklady 39 Kč/km (z toho přibližně 14 Kč/km je hrazeno z tržeb jízdného), DPÚK toto tvrzení dementoval a potvrdil, že účtuje náklady 29 Kč/km, přičemž dalších 10 Kč/km připadá na příspěvek na obnovu vozového parku (prostřednictvím majetkově spřízněné firmy Ekobus) v rámci tzv. přiměřeného zisku definovaného v zákoně. Obvyklé náklady účtované v jiných krajích činí 26–32 Kč/km. Podle článku v časopise Ekonom z evidence Ministerstva dopravy vyplývá, že za prvních devět měsíců roku 2005 činily tyto náklady na kilometr (ve veřejné linkové dopravě provozované v závazku veřejné služby) v ČR průměrně 26,10 Kč. U spojů hrazených obcemi DPÚK účtoval náklady pouze 27,29 Kč/km.[zdroj?]
DPÚK vyjádřil názor, že v případě zrušení závazku dle článku 6 odst. 2 Nařízení (EHS) 1191/69 ve znění 1893/91 bude Ústecký kraj muset dopravci vyplácet kompenzaci.[zdroj?]

### Výběrová řízení
Kraj vyhlásil 3. dubna 2006 výběrová řízení na zajišťování základní dopravní obslužnosti v 15 oblastech kraje. Podle mluvčí krajského úřadu se v každé z oblastí přihlásilo dva až pět dopravců, jejich jména však nebyla zveřejněna. Obálky s přihláškami otvíraly dvě komise 22. a 23. května 2006.[zdroj?]
DPÚK se sice koncem termínu přihlásil do výběrových řízení ve všech 15 oblastech, ale zároveň požadoval jeho zrušení pro protizákonnost. Tvrdil, že smlouva o závazku veřejné služby podle zákona č. 111/1994 Sb. není koncesí podle zákona č. 40/2004 Sb. a není veřejnou zakázkou, ale službou obecného hospodářského zájmu, takže o závazky veřejné služby nelze soutěžit postupem dle zákona č. 40/2004 Sb., což údajně potvrdilo i stanovisko ÚOHS ze dne 22. července 2004. (Z podobného důvodu Ministerstvo dopravy zrušilo v březnu 2006 první kolo výběrového řízení na provozování některých železničních rychlíků.) Poukazoval na to, že nelze soutěžit o „nejnižší nabídkovou cenu“, neboť tento pojem zákon nezná, ale o ekonomicky nejvýhodnější nabídku posuzovanou ve vztahu k zákonem přesně definovanému pojmu prokazatelné ztráty (počítané podle nařízení vlády č. 493/2004 Sb.), a že vyhlášené výběrové řízení nezohledňuje kvalitativní stránku dopravy a nebere ohled na to, že současné licence jsou platné až do let 2010–2011.[zdroj?]
Výběrová řízení ve všech 15 oblastech vyhrála sesterská firma ČSAD Česká Lípa, která měla v té době stejného předsedu představenstva (Michal Jergl) a shodné složení dozorčí rady i některé členy představenstva jako DPÚK a na diskusních stránkách na webech obou společností se za obě firmy vyjadřoval tentýž mluvčí Marek Ženkl. Společnost uspěla s udanou cenou nákladů 27,57 Kč/km.[zdroj?]
2. srpna 2006 vzala podle některých novinových zpráv ČSAD Česká Lípa a. s. zpět žádosti o vydání licencí na předmětné linky s odůvodněním, že postup jejich vydávání a podmínky vyžadované krajem jsou protizákonné. Sám hejtman Šulc ve svém sdělení pro tisk začátkem srpna tvrdil: „Je to na hranici zákona, ale ministerstvo nám to schválilo.“ Neupřesnil však, kdo z ministerstva a na základě jaké pravomoci postup schválil ani v čem je postup na hranici zákona. Ministerstvo pro Hospodářské noviny toto tvrzení odmítlo potvrdit.[zdroj?]

### Přerušení provozu
Od 1. srpna 2006 do 18 hodin dne 4. srpna 2006 společnost DPÚK přerušila provoz na linkách a spojích zajišťujících základní dopravní obslužnost s výjimkou spojů dotovaných přímo obcemi, tedy na 2685 spojích denně, na 199 linkách. Na tuto možnost upozornil DPÚK například již na tiskové konferenci 14. února 2006, konkrétně však datum přerušení provozu oznámil jen asi 5 dní předem.[zdroj?]
Dopravce jako důvod uvedl nehrazení zákonem stanovených finančních závazků Ústeckým krajem, které považuje za příčinu, kterou nemohl odvrátit. Odvolává se přitom na Nařízení Rady (EHS) č. 1191/69 a na povinnost kraje hradit prokazatelnou ztrátu podle Zákona o silniční dopravě. V tiskovém prohlášení z 26. července 2006 uvedl: „Dále sdělujeme, že DPÚK po vyčerpání všech možností v této souvislosti podal 21.7.2006 Ústavní stížnost k Ústavnímu soudu ČR a 25.7.2006 žalobu na stát a Ústecký kraj ve věci neuhrazené ztráty ve výši 274 895 589 Kč za roky 2003–2005 a za květen až červen letošního roku. Žaloba za nehrazení ztráty za měsíc červenec 2006 bude následovat.“[zdroj?]
Podle prohlášení Ústeckého kraje a jeho hejtmana se přerušením dopravy dopravce dopustil bezprecedentního porušení zákona. Premiér Jiří Paroubek označil výpadek veřejné dopravy za selhání vedení Ústeckého kraje.[zdroj?]
Podle zprávy ČTK ze 3. srpna 2006 Úřad pro ochranu hospodářské soutěže zahájil správní řízení s Dopravním podnikem Ústeckého kraje (DPÚK) pro možné zneužití dominantního postavení na trhu. Předseda úřadu Martin Pecina při oznámení této skutečnosti konstatoval, že pokud se prokáže, že Ústecký kraj skutečně DPÚK dluží, obvinění je bezpředmětné. ÚOHS vydal 1. září 2006 tiskovou zprávu, v níž konstatuje, že samotným přerušením provozu DPÚK podle zatím dodaných podkladů dominantního postavení nezneužil, avšak tím, že vyrozuměl Ústecký kraj o svém záměru přerušit provoz vybraných spojů na autobusových linkách pouze s pětidenním předstihem naplnil skutkovou podstatu zneužití dominantního postavení. 6. listopadu 2006 ÚOHS tento názor v rozhodnutí potvrdil a udělil ÚOHS Dopravnímu podniku Ústeckého kraje a. s. pokutu 700 000 Kč. DPÚK v tiskové zprávě oznámil, že se hodlá proti rozhodnutí odvolat s hlavním argumentem, že v základní dopravní obslužnosti je hospodářská soutěž zákonem vyloučena.[zdroj?]

### Ukončení provozu a rezignace ředitele
Ředitel Dopravního podniku Ústeckého kraje Pavel Knecht 24. srpna 2006 potvrdil, že tato firma 8. září 2006 končí s autobusovou dopravou v regionu (cca 400 autobusů na cca 200 linkách). Prohlásil, že se firma stala „obětí atentátu na její ústavní práva“.[zdroj?]
Již počátkem srpna DP Ústeckého kraje převedl většinu ze svých 400 řidičů na ČSAD Česká Lípa. Dne 1. prosince 2006 ČTK oznámila, že ČSAD Česká Lípa (dle sdělení ředitele Davida Mahdala) poté, co dopravu v Ústeckém kraji nepřevzala a nezískala ani jinou významnou zakázku, zvažuje propuštění asi 350 z těchto řidičů.[zdroj?]
Pavel Knecht 8. září 2006 rezignoval na funkci ředitele Dopravního podniku Ústeckého kraje. Nadále bude ředitelem sesterské společnosti BUS.COM, která vlastní a provozuje autobusová nádraží v Ústeckém kraji.[zdroj?]

### Politické souvislosti a reakce vlády
V autobusech firmy Dopravní podnik Ústeckého kraje byly před volbami do Poslanecké sněmovny v roce 2006 vyvěšeny volební plakáty ČSSD „ODS minus“ zaměřené proti ODS. Naproti tomu hejtman Ústeckého kraje Jiří Šulc byl zvolen za ODS. Tomuto rozložení odpovídaly i postoje předsedy vlády Jiřího Paroubka (ČSSD) k této krizi.[zdroj?]
Již začátkem března 2006 se Dopravního podniku Ústeckého kraje zastal předseda krajského výkonného výboru ČSSD Ústeckého kraje Petr Benda, mimo jiné slovy: „Nerad bych si myslel, že za neochotou kraje jednat s DPÚK stojí například snaha dohodnout se společnostmi, které mají blízko ke krajskému vedení a krajským špičkám ODS.“[zdroj?]
Dopravní podnik Ústeckého kraje a. s. zaslal 24. srpna 2006 premiérovi v demisi Jiřímu Paroubkovi otevřený dopis, v němž si stěžuje na to, že Ústecký kraj zneužívá svých vrchnostenských oprávnění. DPÚK požádal o prošetření postupu Ústeckého kraje ministerstvy a zvláštními policejními útvary, nikoliv regionálními orgány státní moci.[zdroj?]
30. srpna 2006 přijala vláda usnesení č. 1027 k situaci při zajišťování základní dopravní obslužnosti Ústeckého kraje. Usnesení ukládá ministrům dopravy, vnitra, spravedlnosti a financí přezkoumat postup orgánů Ústeckého kraje, sledovat stav prověřování trestních oznámení v této věci, vyloučit podjaté osoby z rozhodování a do konce září 2006 provést analýzu způsobu řešení základní dopravní obslužnosti ve všech krajích. Hejtmanovi Ústeckého kraje vláda svým usnesením doporučila zdržet se jednání, které by bylo v rozporu se zásadami nestrannosti a objektivity.[zdroj?]
Ústecký kraj premiérovi vytkl, že porušil jednací řád vlády tím, že věc neprojednal s Ústeckým krajem a že usnesení opomíjí porušování zákona dopravcem DPÚK.[zdroj?]

### Postoj k výběrovému řízení
Dopravní podnik Ústeckého kraje 28. listopadu 2006 zaslal Krajskému úřadu Ústeckého kraje (a zároveň zveřejnil) výzvu, aby úřad v přenesené působnosti zrušil „koncesní“ řízení, které vyhlásil 13. října 2006 Ústecký kraj v samostatné působnosti, pro zmatečnost (nebyla ukončena soudní a další řízení ohledně sporu, závazky veřejných služeb jsou vyňaty z působnosti koncesního zákona a nelze je upravovat obchodními smlouvami, ale jen veřejnoprávními, krajský úřad je vázán tím, že dopravci v minulosti povolil účelově vázané investice) a pro diskriminační povahu řízení. Zároveň dopravce zaslal úřadu odhad prokazatelné ztráty při zajišťování základní dopravní obslužnosti na rok 2007.[zdroj?]

## Ekonomické souvislosti
Všechny tři firmy vzniklé rozdělením ČSAD BUS Ústí nad Labem (tj. Dopravní podnik Ústeckého kraje, ČSAD Česká Lípa a BUS.COM) měly sídlo na stéjné adrese v ulici Lumiérů v Praze (původně č. 1024/34a, od 26. července 2006 č. 181/41). Na této adrese (181/41) v letech 1995–2001 sídlila mateřská škola, nyní[kdy?] zde sídlí kromě uvedených firem například Československá eskontní společnost a.s., ale případná souvislost není zřejmá. Firma Ekobus a.s. sídlí v ulici Lumiérů, stále ještě v objektu č. 1024/34a.[zdroj?]
Předsedou představenstva ČSAD Česká Lípa a zároveň i Dopravního podniku Ústeckého kraje byl v první polovině roku[kdy?] Michal Jergl, shodné bylo i složení dozorčí rady (Jaroslav Havlátko z Prahy 5, Roman Hynek z Prahy 4, Karel Havel z Liberce) i někteří další členové představenstva. Na diskusních stránkách na webech obou společností se za obě firmy vyjadřoval tentýž mluvčí Marek Ženkl (po odhalení této skutečnosti, když předstíral, že o záměrech druhé společnosti nic neví, začal tvrdit, že na webu ČSAD Česká Lípa se vyjadřoval jako pouhý návštěvník webu, a následně byla na tomto webu celá diskuse zrušena). Z obchodního rejstříku není zřejmé, kdo společnosti vlastní, protože jejich akcie jsou listinné na majitele.[zdroj?]
Firma Ekobus byla do 4. května 2005 stoprocentně vlastněná společností ČSAD BUS Ústí nad Labem, od 4. května 2005 je stoprocentně vlastněná nástupnickou firmou BUS.COM.[zdroj?]

## Nehody
16. července 2006 v ranních hodinách autobus DPÚK na pravidelné lince Česká Kamenice – Děčín – Praha, provozované dceřinou společností DP Intercity, na dálnici D 8 měl vážnou dopravní nehodu. V autobuse bylo 12 cestujících, z nich pět zemřelo na místě a jedna při převozu do nemocnice. Ostatní cestující a řidič byli v péči lékařů. Technická závada jako příčina nehody byla vyloučena.[zdroj?]

### Spor o dotace a krize 2006
- Jiří Šulc: Štvavá kampaň Dopravního podniku Ústeckého kraje byla zbytečná (29. 4. 2005)
- Luděk Stínil: Kraj hledá nového dopravce (Severočeské noviny, 3. 2. 2006)
- Doprava: pro kraj tvrdý oříšek (Severočeské noviny, 10. 3. 2006)
- Nátlak dopravce se kraji nelíbí (Severočeské noviny, 14. 3. 2006)
- Dopravní podnik Ústeckého kraje a.s. je pro kraj nedůvěryhodný partner Tisková zpráva Ústeckého kraje, 22. 3. 2006
- Ústecký kraj vypíše výběrové řízení na autobusového dopravce (ČTK, 23. 3. 2006)
- Ústecký kraj vypověděl smlouvu největšímu autobusovému dopravci (ihned.cz, 30. 3. 2006)
- Blanka Růžičková, Jiří Kučera: Ústecký kraj – ve válce se nediskutuje (Ekonom, 31. 3. 2006)
- Kraj vypsal konkurz na nové dopravce (Severočeské noviny, 4. 4. 2006)
- Patnáct komisí vybere dopravce pro Ústecký kraj (Ústecký deník, 3. 5. 2006)
- Autobusy možná nevyjedou (Deník Litoměřicka, 18. 5. 2006)
- V kraji bude jezdit ČSAD Česká Lípa, Ústecký kraj vybral jako nového dopravce ČSAD Česká Lípa Archivováno 30. 8. 2009 na Wayback Machine. (Severočeské noviny a inoviny.cz, 31. 5. 2006)
- Luděk Stínil: V regionu bude autobusovou dopravu provozovat společnost ČSAD Česká Lípa (Severočeské noviny, 1. 6. 2006)
- Dopravce chce další peníze (Severočeské noviny, 14. 7. 2006)
- Luděk Stínil: Autobusy nepojedou – Souboj o milionovou smlouvu v Ústeckém kraji vyústil v rušení spojů (Severočeské noviny, 27. 7. 2006)
- Autobusy na Ústecku nevyjedou ani zítra, i když to kraj sliboval (Novinky.cz, 2. 8. 2006)
- Spor o dotace: 2685 autobusů nejelo (Hospodářské noviny, 2. 8. 2006)
- Vít Pokorný: Kterak si ODS v Ústí nad Labem představuje veřejné služby (Britské listy, 3. 8. 2006)
- Tiskové prohlášení k problémům veřejné dopravy v Ústeckém kraji (představitelé Asociace krajů ČR, 4. 8. 2006)
- Zdeněk Vališ: Autobusová krize naznačuje, že se stala systémová chyba (Český rozhlas, 4. 8. 2006)
- Hejtman Jiří Šulc vyzval DPÚK ke smíru do rozhodnutí soudu (Ústecký kraj, tisková zpráva z 18. 8. 2006)
- Ústecký dopravní podnik končí s autobusovou dopravou (BUSportál, 25. 8. 2006)
- Usnesení vlády č. 1027/2006[nedostupný zdroj] k situaci při zajišťování základní dopravní obslužnosti Ústeckého kraje. (30. 8. 2006)
- Dopravní podnik zřejmě zneužil dominantní postavení[nedostupný zdroj] (tisková zpráva Úřadu pro ochranu hospodářské soutěže, 1. září 2006)
- Kolaps dopravy v kraji je způsoben podvodem (2. 6. 2006)
- Pokuta pro DPÚK má preventivní charakter (tisková zpráva ÚOHS, 8. 11. 2006)
- Vyjádření DPÚK k pokutě od ÚOHS (tisková zpráva DPÚK, 8. 11. 2006)
- Výzva ke zrušení koncesnícho řízení (DPÚK krajskému úřadu, 28. 11. 2006)